# Ferdinand Bischoffsheim
Pour les articles homonymes, voir Bischoffsheim (homonymie) et Famille Bischoffsheim.
 Ferdinand Raphaël Bischoffsheim, né à Bruxelles, le 2 août 1837 et mort à Paris le 5 novembre 1909 est un banquier et un homme politique belge francophone libéral.

## Biographie

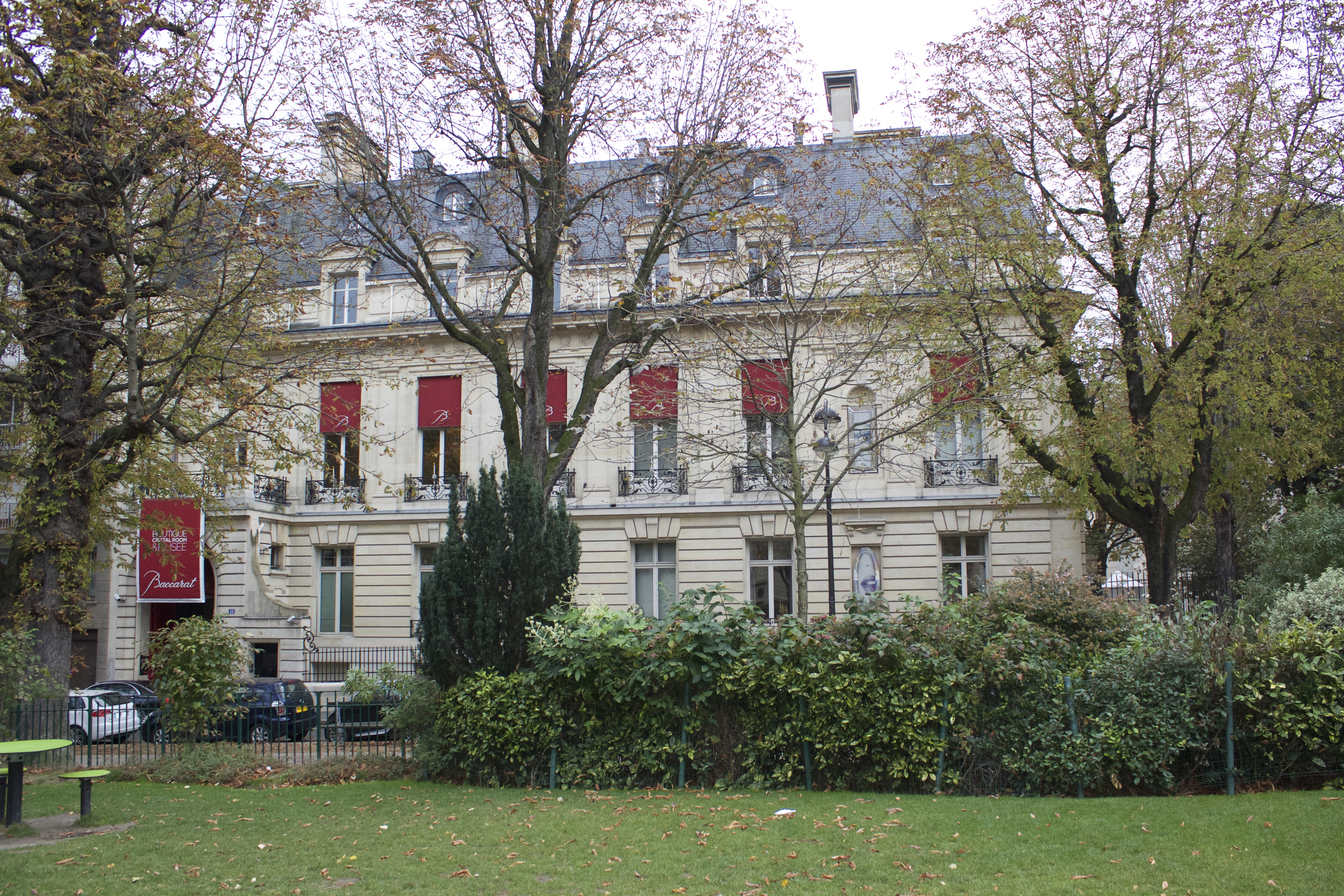
L'hôtel particulier parisien.

Il est le fils de Jonathan-Raphaël Bischoffsheim et le frère de Clara de Hirsch et d'Hortense Montefiore-Bischoffsheim.
Il fut membre du Parlement,,.
En 1895, il commande à Ernest Sanson la construction d'un somptueux hôtel particulier de style néoclassique. Il est situé 11, place des États-Unis (16e arrondissement de Paris).